# Мирненське сільське поселення (Томський район)
Ми́рненське сільське поселення (рос. Мирненское сельское поселение) — сільське поселення у складі Томського району Томської області Росії.
Адміністративний центр — селище Мирний.
Населення сільського поселення становить 3567 осіб (2019; 3151 у 2010, 1730 у 2002).
До 2005 року селище Аеропорт було частиною міста Томська.

## Склад
До складу сільського поселення входять:
| Населений пункт              | Населення, осіб (2002) | Населення, осіб (2010) |
| ---------------------------- | ---------------------- | ---------------------- |
| Аеропорт, селище             | -                      | 1133                   |
| Велике Протопопово, присілок | 341                    | 505                    |
| Мале Протопопово, присілок   | 32                     | 48                     |
| Мирний, селище               | 1147                   | 1256                   |
| Плотниково, присілок         | 159                    | 131                    |
| Трубачово, селище            | 51                     | 78                     |